# 168767 Kochte
168767 Kochte è un asteroide della fascia principale. Scoperto nel 2000, presenta un'orbita caratterizzata da un semiasse maggiore pari a 2,2390497 au e da un'eccentricità di 0,2114792, inclinata di 7,86971° rispetto all'eclittica.